# Eusaproecius
Eusaproecius là một chi bọ cánh cứng thuộc họ Scarabaeidae.